# Приволжский (Астраханская область)
Приволжский (до 1927 года — Калмыцкий Базар, до 1944 года — Кануковск) — бывший рабочий посёлок, включён в состав Трусовского района Астрахани 1 июня 1965 года. Посёлок располагался на правом берегу Волги, к северо-западу от Астрахани.

## История
Калмыцкий Базар основан в 1806 году как торговое поселение — место торговли скотом. В 1859 году в посёлке имелось 33 двора, проживало 499 жителей. В 1896 году на Калмыцком Базаре имелось 240 кибиток и домов, проживало 628 душ мужского и 589 женского пола, а всего 1217 душ. Согласно переписи 1897 года в посёлке проживали 1260 жителей (654 мужчины и 606 женщин), из них 719 буддистов и 428 магометан.
К 1917 году в посёлке действовали две школы: калмыцкая миссионерская школа, которая была переведена в Калмыцкий Базар в 1894 году, и народная школа (открыта в 1906 году). При миссионерской школе была построена церковь. При ней был открыт класс для подготовки учителей. В школе изучались: закон божий, церковно-славянский язык, церковное пение, русский язык, арифметика, отечественная история, география, черчение, чистописание. В учительском классе преподавались: дидактика, гигиена, проводились практические занятия в школе грамоты.
К началу XX века Калмыцкий Базар стал важным центром Калмыцкой степи («восточные ворота Калмыкии»). Здесь проживали калмыки, русские, татары. 8 марта 1917 года было ликвидировано попечительство и организован поссовет. Именно здесь в 5 марта 1918 года было проведено собрание делегатов от Хошеутовского, Яндыко-Мочажного и Малодербетовского улусов, предшествовавшее первому съезду делегатов калмыцкого трудового народа в 1920 году.
С образованием в 1920 году Калмыцкой автономной области Калмыцкий Базар вошёл в её состав. Являлся центром Калмыцко-Базаринского, с 1930 года — Приволжского улуса. Здесь был организован кирпичный завод, действовали предприятия автотранспорта и рыбной промышленности. 21 ноября 1927 года (по другим сведениям, 10 февраля 1934 г.) Калмыцкому Базару был присвоен статус рабочего посёлка с переименованием в Кануковск.
В декабре 1943 года в связи с насильственной депортацией калмыцкого народа посёлок вошёл в состав Астраханской области. Переименован в посёлок Приволжский (Приволжск).
После восстановления калмыцкой автономии в 1957 году посёлок и бывший Приволжский улус Калмыкии возвращены не были.
C 1943 по 1963 год посёлок являлся районным центром Приволжского, а с 1963 года до включения в 1965 году в городскую черту Астрахани — районным центром Наримановского сельского района.

## Население
Динамика численности населения
| 1859 | 1896 | 1897 | 1904 | 1911 | 1914 | 1916 | 1939 | 1959  |
| ---- | ---- | ---- | ---- | ---- | ---- | ---- | ---- | ----- |
| 499  | 1217 | 1260 | 1252 | 1452 | 1560 | 1593 | 5315 | 13034 |

Национальный состав (1939 год)
| Национальность | Численность (чел.) | Процентное соотношение |
| -------------- | ------------------ | ---------------------- |
| Русские        | 2 508              | 47,2 %                 |
| Калмыки        | 1 729              | 32,5 %                 |
| Татары         | 778                | 14,6%                  |
| Казахи         | 215                | 4,0%                   |

## Уроженцы
- Эрдниев, Бадма Эрдниевич (1906—1979) – драматург, заслуженный деятель искусств Калмыцкой АССР (1959).